# 식민지 수탈론
식민지 수탈론이란 일본이 조선을 식민지화 한 이후 일본이 조선땅에 행한 경제관련 기반 시설이나 정책들은 조선의 행복증진을 위함이 아니라 조선을 키워서 수탈하기 위함이었다는 이론이다.

## 같이 보기
- 식민지 근대화론